# Frumka

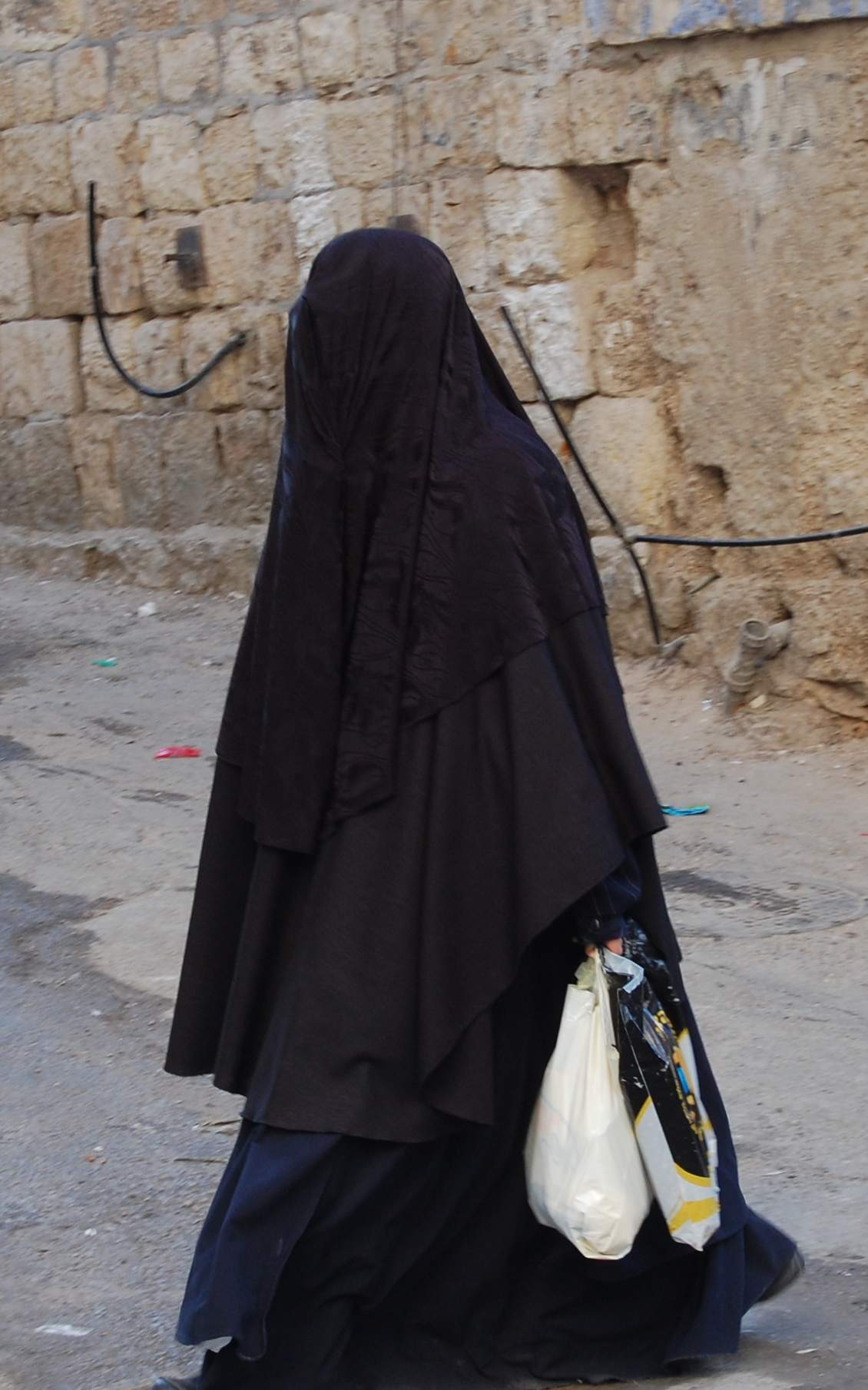
Une femme haredit avec une frumka à Méa Shéarim.

La frumka (en hébreu : נשות השָאלִים), est un vêtement porté par une minorité de femmes haredims, groupe religieux juif  ne comptant que quelques membres et concentré en Israël, pour lequel la pudeur nécessite de couvrir tout le corps d'une femme par un shal (pluriel shalim, « châle »), y compris un voile couvrant le visage.

## Histoire
La frumka est une mode vestimentaire pour les femmes harediot (« Craignant-Dieu en hébreu ») qui a été encouragée par Bruria Keren, une Israélienne enseignant une interprétation stricte des écritures juives. Ces femmes se couvrent de plusieurs couches de vêtements ; Keren affirme que couvrir les femmes était à l'origine une tradition juive et qu'elle a vu une image vieille de 400 ans[Quoi ?] de femmes juives couvertes de la tête aux pieds.
Il existe également des femmes sépharades qui affirment que leurs mères ont entièrement recouvert leur corps pour que l'on ne puisse pas discerner leurs figures. Un membre de la secte aurait expliqué qu'elle « suivait ces règles de pudeur pour sauver les hommes d'eux-mêmes. Un homme qui voit les parties du corps d'une femme est excité sexuellement, ce qui pourrait le faire commettre un péché. Même s'il ne le fait pas réellement pécher physiquement, ses pensées impures sont péché en soi. »
Ce groupe religieux est concentré à Bet Shemesh, mais se trouve aussi à Safed et à Jérusalem.